# Swiss Central Basketball
Swiss Central Basketball ist ein Schweizer Basketballverein aus Luzern.

## Geschichte
Swiss Central Basketball (SCB) wurde am 20. Mai 2009 als Dachverein und Leistungszentrum für den Basketball in der Zentralschweiz gegründet. Standort ist Luzern. BC Buchrain-Ebikon, Emmen Basket, die Basketballschule Kriens, STV Luzern Basket, TV Reussbühl Basket, Basketballschule Arth-Goldau, Basketballclub Sarnen und LK Zug Basket sind an dem Verein beteiligt. Zu den Gründungsmitgliedern gehörten Noldi Huber, Zoran Popovic, Norbert Valis, Urs Güttinger.
Von 2009 bis 2015 fungierte Noldi Huber als Präsident von Swiss Central Basketball, von 2015 bis 2018 führte Thomas Müller die Geschicke des Vereins in diesem Amt, 2018 übernahm erneut Huber den Posten. Im Sommer 2020 zog sich Huber zurück und wurde zum Ehrenpräsident ernannt, das Amt des Vereinsvorsitzenden trat erneut Müller an.

## Herrenmannschaft
In der Saison 2014/15 gelang der Mannschaft unter der Leitung von Trainer Danijel Erić der Aufstieg in die Nationalliga A. 2017 stand aus finanziellen Gründen ein Rückzug aus der höchsten Spielklasse der Schweiz im Raum, wurde letztlich aber abgewendet. Im Sommer 2020 gab der Verein aus finanziellen Gründen und wegen mehrerer Spielerabgänge den Rückzug der Mannschaft aus der Nationalliga A in die NLB bekannt, um in der Zweitklassigkeit den Weg der Arbeit mit insbesondere aus der Gegend stammenden Spielern fortzuführen. Trainer Erić gab sein Amt im Juni 2020 ab, Nachfolger wurde Orlando Bär, der zuvor Assistenztrainer gewesen war. 2021 kehrte die Mannschaft im Rahmen einer Aufstockung der Liga in die höchste Spielklasse der Schweiz zurück und nutzte für die Heimspiele fortan die neuerrichtete Staffeln-Halle in Reussbühl. Als Rückkehrer erreichte die Mannschaft in der Saison 2021/22 erstmals seit 2017 wieder den Viertelfinal um die Schweizer Meisterschaft.
Anfang Februar 2023 trennte man sich, auf dem letzten Tabellenplatz der Nationalliga A stehend, von Trainer Bär. Dessen bisheriger Assistenztrainer Rajko Krivokapić wurde das Amt übertragen. Im März 2023 wurden finanzielle Sorgen des Vereins bekannt. Zur Erlangung weiterer Mittel wurde ein Spendenaufruf in die Wege geleitet. Im Anschluss wurde die Mannschaft aus der Nationalliga A zurückgezogen, um fortan verstärkt die Jugendarbeit voranzubringen.
Der Slowene Luka Stiplosek trat mit dem Beginn des Spieljahres 2023/24 das Traineramt an. Im Sommer 2024 wurde Dragan Andrejevic dessen Nachfolger.

### Erfolge
- Aufstieg in die Nationalliga A 2015, 2021 (durch Ligaaufstockung)